# CyanogenMod
CyanogenMod - CM, ou Distribuição Android Cyanogen OS, foi um sistema operacional descontinuado de código aberto do tipo Custom ROM para smartphones, baseado na plataforma móvel Android, implementado por Steve Kondik a partir de 2009 (com posterior apoio de Kirt McMaster) na empresa Cyanogen Inc, a fim de priorizar um melhor desempenho com interface funcional e aumento da vida útil da bateria. Melhorias e funções que não são normalmente encontrados em versões oficiais das fabricantes (third-party), tais como suporte nativo a temas.
Custom ROM são sistemas alternativos (ROM ou firmware não oficial do Google e de fabricantes) implementados a partir do sistema de código aberto Android (construído com o núcleo Linux), que passaram por processo de customizações, na tentativa de melhorar a performance e a segurança das ROM distribuídas pelos fabricantes, como: Motorola, T-Mobile, HTC e outras.
A maioria dos fabricantes é contra esse tipo de prática de modificações, acarretando na perda de qualquer tipo de garantia na alteração da ROM padrão do Sistema.
O projeto finalizou suas operações em 2016, devido a conflitos internos e problemas de gestão. Em 24 de dezembro de 2016 foi anunciado o sucessor do Cyanogenmod, chamado derivado (fork) LineageOS, implementado sobre as versões 13 e 14.1 do CyanogenMod.

## Dispositivos com sistema de fábrica
Os seguintes dispositivos terão o CyanogenMod como sistema padrão de fábrica (firmware):
| Dispositivo      | Firmware de fábrica |
| ---------------- | ------------------- |
| OneTouch Hero 2+ | CyanogenOS 13.1     |
| Andromax Q       | CyanogenOS 12       |
| BQ Aquaris       | CyanogenOS 12.1     |
| Oppo N1          | CyanogenOS 10.2     |
| Lenovo Zuk Z1    | CyanogenOS 12.1     |
| Micromax Yureka  | CyanogenOS 11       |
| Yu Yunique       | Cyanogen OS 12.1    |
| OnePlus One      | CyanogenOS 11S      |
| Wileyfox Storm   | Cyanogen OS 12.1    |
| Wileyfox Swift   | Cyanogen OS 12.1    |

## Versões
| Versão da CyanogenMod | Versão do Android                 | Última ou Principal Versão | Lançamento da Build Recomendada | Mudaças notáveis[90] |
| --------------------- | --------------------------------- | -------------------------- | ------------------------------- | --- |
| 3                     | Android 1.5 (Cupcake)             | 3.6.8.1                    | 1 de Julho de 2009              | 3.6.8 em diante baseada no Android 1.5 r3. |
| 3                     | Android 1.5 (Cupcake)             | 3.9.3                      | 22 de Julho de 2009             | 3.9.3 em diante tem suporte à FLAC. |
| 4                     | Android 1.5/1.6 (Cupcake/Donut)   | 4.1.4                      | 30 de Agosto de 2009            | 4.1.4 em diante baseada no Android 1.6 (Donut); QuickOffice removido do 4.1.4 em diante; softwares proprietários do Google separados, mas retornou na 4.1.99 em diante. |
| 4                     | Android 1.5/1.6 (Cupcake/Donut)   | 4.2.15.1                   | 24 de Outubro de 2009           | 4.2.3 em diante tem suporte à vínculo USB; 4.2.6 em diante baseada no Android 1.6r2; 4.2.11 em diante adicionaram pinch zoom (movimento pinça) para o Navegador, movimento pinça e deslizar para a Galeria. |
| 5                     | Android 2.0/2.1 (Eclair)          | 5.0                        | 14 de Fevereiro de 2010         | |
| 5                     | Android 2.0/2.1 (Eclair)          | 5.0.8                      | 19 de Julho de 2010             | Introduzido a como interface principal. |
| 6                     | Android 2.2 (Froyo)               | 6.0                        | 28 de Agosto de 2010            | Suporte a duas câmeras e suporte à ad hoc Wi-Fi , Just-in-time (JIT) para obter mais desempenho. |
| 6                     | Android 2.2 (Froyo)               | 6.1.3                      | 6 de Dezembro de 2010           | Versão 6.1.0 à 7.0 baseada no Android 2.2.1. |
| 7                     | Android 2.3 (Gingerbread)         | 7.0                        | 10 de Abril de 2011             | |
| 7                     | Android 2.3 (Gingerbread)         | 7.2                        | 16 de Junho de 2012             | Suporta novos dispositivos, traduções atualizadas, discador predictivo, controle no nodo silencioso, tela de bloqueio atualizada, retorno das animações do ICS, capacidade de confihurar o ícone de bateria da barra de status, e correções de bugs. |
| 8                     | Android 3.x (Honeycomb)           | N/A                        | não lançado                     | CyanogenMod 8 nunca foi lançada pois a Google nunca liberou os códigos fonte do Android 3.0 Honeycomb. |
| 9                     | Android 4.0 (Ice Cream Sandwich)  | 9.0                        | 09 de Agosto de 2012            | Segurança avançada: desativado o root liberado como padrão; suporte para SimplyTapp; Introduzido o próprio launcher da Cyanogen, o Trebuchet. |
| 9                     | Android 4.0 (Ice Cream Sandwich)  | 9.1                        | 29 de Agosto de 2012            | |
| 10                    | Android 4.1 (Jelly Bean)          | 10.0                       | 13 de Novembro de 2012          | Modo de expansão para computador; gerenciador de arquivos com acesso root. |
| 10                    | Android 4.3 (Jelly Bean)          | 10.2                       | 02 de Dezembro de 2013          | Telefone com função "lista negra" adicionada. |
| 11                    | Android 4.4 (KitKat)              | 11.0 M1                    | 05 de Dezembro de 2013          | SMS criptografado para usuários da CM e Signal com WhisperPush (recurso opcional); gerenciador de temas que permite o usuário editar e misturar temas personalizados, o ThemeEngine. |
| 11                    | Android 4.4 (KitKat)              | 11.0 M8                    | 08 de Julho de 2014             | |
| 12                    | Android 5.0 (Lollipop)            | 12.0 YNG4N                 | 25 de Junho de 2015             | Gerenciador de exibição, LiveDisplay com habilidades de configuração da: cor, gama, saturação e temperatura; atualização no ThemeEngine permitindo selecionar temas para pacotes separados; todos os aplicativos foram atualizados com um tema com material design; novos aplicativos para áudio (AudioFX substituiu DSPManager e Eleven substituiu o Músicas).                                                                                                 |
| 12                    | Android 5.1 (Lollipop)            | 12.1 YOG7DAO               | 27 de Janeiro de 2016           | CyanogenPlatform SDK: permite que aplicativos de terceiros possam adicionar APIs personalizadas para melhor interação com a CyanogenMod. |
| 13                    | Android 6.0.1 (r17) (Marshmallow) | 13.0 ZNH0E                 | 23 de Novembro de 2015          | Removido: SMS Whisperpush, configurações rápidas, troca de perfis de sistema no menu de energia, modo avançado, interruptor de escolha de chip manual (multisim), etc; novos controles para ‘Ícones da barra de status’; nova tela AOSP, substitui o duplo-toque para acordar do modo silencioso; apps protegidos CM; suporte à impressão digital; novo aplicativo de SMS/MMS; proteção à privacidade compatível com o novo ambiente; pack de apps da Cyanogen. |
| 13                    | Android 6.0.1 (r61) (Marshmallow) | 13.0 ZNH5Y                 | 15 de Agosto de 2016            | |
| 14                    | Android 7.0 (Nougat)              | 14.0                       | 10 de Novembro de 2016          | |
| 14                    | Android 7.1 (Nougat)              | 14.1                       | 8 de Novembro de 2016           | |